# Berala, New South Wales
Berala este o suburbie în Sydney, Australia.